# كاتسوهيتو إيشي
كاتسوهيتو إيشي (باليابانية: 石井克人؛ بالكانا: いしい かつひと) هو رسام رسوم متحركة ورسام توضيحي وكاتب سيناريو ومخرج ياباني، ولد في 31 ديسمبر 1966 في نيغاتا في اليابان.

## الأعمال

### أفلام
- طعم الشاي (2004)

## وصلات خارجية
- كاتسوهيتو إيشي على موقع IMDb (الإنجليزية)
- كاتسوهيتو إيشي على موقع ألو سيني (الفرنسية)
- كاتسوهيتو إيشي على موقع أول موفي (الإنجليزية)
- كاتسوهيتو إيشي على موقع قاعدة بيانات الفيلم (الإنجليزية)
- كاتسوهيتو إيشي على موقع كينوبويسك (الروسية)